# Comunidad de villa y tierra de Montejo

Municipios pertenecientes

Comunidades de villa y tierra de la Extremadura castellana.

La Comunidad de Villa y Tierra de Montejo fue una de las comunidades en que se organizó el territorio de la Extremadura Castellana, al sur del Duero, al repoblarse. Inicialmente estaba en el Alfoz de Haza, tal como se indica en los límites de Sepúlveda (Fuero de Sepúlveda 1076).
Tenía una superficie de 189,18 km².
Limita con las comunidades de:
- N: Merindad de Santo Domingo de Silos.
- E: Comunidad de Villa y Tierra de San Esteban de Gormaz y Comunidad de Villa y Tierra de Maderuelo.
- S: Comunidad de Villa y Tierra de Maderuelo y Comunidad de Villa y Tierra de Sepúlveda.
- O: Comunidad de Villa y Tierra de Aza (o Haza).

## Historia
Inicialmente pertenecía a la provincia de Segovia siendo una de las Comunidades Segovianas.
La villa de Santa Cruz se separó de Montejo (Acta Constitucional, Madrid - junio de 1612).
En un intento de reforma de los límites provinciales a inicios del siglo XIX, la comunidad quedó totalmente integrada en la provincia de Burgos (Anexo:División administrativa de Burgos (1826-1829)).
Al realizarse la actual división de provincias, en el año 1833 los pueblos quedaron repartidos en las provincias de Segovia y Burgos, además de dio por disuelta la Comunidad.

## Localidades
Formada por las localidades de:
- Montejo de la Vega de la Serrezuela. (SG)
- El Casuar[nota 1] (elenco parroquial segoviano de 1247), hoy ermita en ruinas en término de Montejo.
- Fuentelcésped. (BU)
- Honrubia de la Cuesta. (SG)
- Milagros. (BU)
- Pardilla (BU)
- Pradales. (SG)
- Santa Cruz de la Salceda. (BU)
- Valdevacas de Montejo (SG)
- Villaverde de Montejo. (SG)
- Villalvilla de Montejo. (SG) (hoy pedanía de Villaverde)[2]
- Valdeherreros. (BU),[nota 2] hoy ermita en el municipio de Milagros a 2,4 km al este de Milagros.